# Stara Zagora (provins)
Stara Zagora er en af de 28 provinser i Bulgarien, beliggende i den centrale del af landet, grænsende op til syv andre provinser, blandt andet Plovdiv, Haskovo og Sliven. Provinsen har et areal på 5.151 kvadratkilometer og et indbyggertal (pr. 2009) på 379.360.Folketællingen 7. september 2021 viste et indbyggertal på 296.507 i provinsen. Klik på referencen i indledningen i artiklen om Bulgarien for resultat af folketælling.
Stara Zagoras hovedstad er byen Stara Zagora, der med sine ca. 160.000 indbyggere også er provinsens største by. Af andre store byer kan nævnes Kazanlak (ca. 71.000 indbyggere), Tjirpan (ca. 20.000 indbyggere) og Radnevo (ca. 15.000 indbyggere). Provinsen har en overvejende etnisk bulgarsk befolkning, men også store mindretal af tyrkere og romaer.